# Just Philippot
Just Philippot (* 18. Februar 1982 in Paris) ist ein französischer Drehbuchautor und Filmregisseur.

## Leben
Philippot kam im 14. Arrondissement von Paris als Sohn von Regisseur Claude Philippot zur Welt; er wuchs mit drei weiteren Brüdern auf. Philippot studierte an der Universität Paris VIII Filmwissenschaften und schloss das Studium 2007 mit dem Master ab. Nach Ende des Studiums zog er von Paris nach Tours, wo er seither lebt und arbeitet.
Philippot schrieb und drehte zunächst Kurzfilme. Sein erster Film war 2005 Corridor Circus, der in Schwarz-Weiß und ohne Dialoge entstand. In Michel L’Epervier, der im Folgejahr erschien, arbeitete Philippot ausschließlich mit Off-Kommentaren. Als Drehbuchautor war er am Kurzfilm Tennis Elbow (2012) seines älteren Bruders Vital Philippot beteiligt. Wünsch dir was aus dem Jahr 2015 lief im Rahmen der Reihe Kurzschluss zum Thema „Kinder als Krisenopfer“ auch im deutschen Fernsehen. Der Film um die kleine Lizon, die mit ihrer Mutter in einem Auto lebt, sich aber dennoch eine große Geburtstagsfeier wie ihre Freundinnen wünscht, wurde 2016 in die Longlist der Césars für den besten Kurzfilm aufgenommen. Mit seinem Bruder Tristan drehte Just Philippot den Dokumentarkurzfilm Gildas hat uns was zu sagen (2016) über das letzte Lebensjahr seines schwerstbehinderten jüngsten Bruders Gildas († 2008). Im Rahmen der Writers-in-Residence-Initiative von So Film, an der Philippot auf Einladung von Ciclic teilnahm, entstand der erste Drehbuchentwurf für den phantastisch-apokalyptischen Kurzfilm Acide, der 2018 erschien. Der Film um eine Giftwolke, die langsam über das Land schwebt und die Menschen zur Flucht zwingt, erschien 2018 auch als ein Segment im Kompilationsfilm 4 histoires fantastiques. Auf dem Sundance Film Festival wurde Acide 2019 für den großen Jurypreis als bester Kurzfilm nominiert und gewann den Kurzfilmpreis des Durban International Film Festivals.
Mit Schwarm der Schrecken veröffentlichte Philippot 2020 seinen ersten Langfilm als Regisseur. Erneut wandte er sich einem neuen Genre zu: Im Tierhorrorfilm beginnt die alleinerziehende Witwe Virginie ein Geschäft mit der Zucht von essbaren Heuschrecken und entdeckt, dass menschliches Blut die Tiere schneller wachsen lässt. Der Film gewann 2020 zwei Preise auf dem Sitges Festival Internacional de Cinema Fantàstic de Catalunya und war zudem als bester Spielfilm nominiert. Bei den Prix Lumières 2022 und beim César 2022 erhielt Philippot jeweils eine Nominierung für das beste Erstlingswerk.

## Filmografie
- 2005: Corridor Circus (Kurzfilm)
- 2006: Michel L’Epervier (Kurzfilm)
- 2011: Dig Down Deep (Kurzfilm)
- 2011: À minuit, ici tout s’arrête (Kurzfilm)
- 2015: Wünsch dir was (Ses souffles) (Kurzfilm)
- 2016: Gildas hat uns was zu sagen (Gildas a quelque chose à nous dire) (Dokumentarkurzfilm)
- 2018: Acide (Kurzfilm)
- 2020: Schwarm der Schrecken (La nuée)

## Auszeichnungen (Auswahl)
- 2019: Nominierung Großer Jurypreis für den besten Kurzfilm, Sundance Film Festival, für Acide
- 2019: Bester Kurzfilm, Durban International Film Festival, für Acide
- 2020: Spezialpreis der Jury und Nominierung Bester Film, Sitges Festival Internacional de Cinema Fantàstic de Catalunya, für Schwarm der Schrecken
- 2022: Nominierung Prix Lumière, Bestes Erstlingswerk, für Schwarm der Schrecken
- 2022: César-Nominierung, Bestes Erstlingswerk, für Schwarm der Schrecken